# Cầu Thanh Trì
Cầu Thanh Trì là cây cầu lớn nhất trong dự án 7 cây cầu của Hà Nội bắc qua sông Hồng. Cây cầu nằm trên lý trình Km164 + 646 Quốc lộ 1 và đường cao tốc Bắc – Nam phía Đông nối quận Hoàng Mai với huyện Gia Lâm, bắt đầu từ điểm cắt Quốc lộ 1 tại nút giao Pháp Vân (quận Hoàng Mai), cắt đường cao tốc Hà Nội – Hải Phòng tại phường Thạch Bàn, quận Long Biên, điểm cuối cắt quốc lộ 5 tại Cổ Bi (huyện Gia Lâm). Với chiều rộng hơn 33m, dài 3km, cầu Thanh Trì là cầu bê tông cốt thép dự ứng lực dài và rộng nhất Việt Nam tại thời điểm hoàn thành.

## Tổng quan
Cầu Thanh Trì và đoạn tuyến phía nam đường vành đai 3 Hà Nội được Thủ tướng Chính phủ phê duyệt tại Quyết định số 1106/QĐ–TTg ngày 26 tháng 11 năm 1999, bao gồm ba gói thầu với tổng mức đầu tư 5.700 tỷ đồng.
Cầu Thanh Trì có trọng tải H30 – XB80 tức là: xe tải bánh lốp có tải trọng dưới 30 tấn, cũng như xe bánh xích có tải trọng dưới là 80 tấn thì đạt điều kiện về tải trọng để qua cầu. Cầu chính dài 5.084 m với tổng chiều dài hơn 12.000 m, rộng 33,10 m với 6 làn xe chạy (4 làn xe cao tốc), tốc độ cho phép 100 km/h.
Phạm vi dự án bắt đầu tại Pháp Vân (giao điểm quốc lộ 1 cũ), hướng đi Đông Bắc, vượt đê sông Hồng tại Thanh Trì rồi vượt sông Hồng với cầu dài 3.084 m, tiếp tục vượt đê sông Hồng tại Gia Lâm. Đoạn cuối tuyến đường cắt quốc lộ 5 tại thị trấn Sài Đồng và nối với Quốc lộ 1 mới. Tổng chiều dài toàn bộ dự án là 12.832 m, trong đó cầu chính dài 3.084 m; rộng 33,1 m với 6 làn xe; 6,1 km đường đô thị phía Thanh Trì với chiều rộng 71 m và 3,5 km đường phía Gia Lâm rộng gần 49 m.
Toàn tuyến có 6 nút giao thông lập thể tại nút giao Pháp Vân, đường Tam Trinh, đường Lĩnh Nam, đê Gia Lâm, đường cao tốc Hà Nội – Hải Phòng và Quốc lộ 5 (cả đường sắt và đường bộ).